# Xenosaurus platyceps
Espèce
Statut de conservation UICN

 EN B1ab(iii) : En danger
Xenosaurus platyceps est une espèce de sauriens de la famille des Xenosauridae.

## Répartition
Cette espèce est endémique du Tamaulipas au Mexique.

## Description
Xenosaurus platyceps mesure entre 152 et 214 mm dont 75 à 103 mm pour la queue.

## Étymologie
Son nom d'espèce, du grec ancien πλατύς, platús, « plat », et du latin ceps, « tête », lui a été donné en référence à la forme aplatie de sa tête.

## Publication originale
- King & Thompson, 1968 : A review of the American lizards of the genus Xenosaurus Peters. Bulletin of the Florida State Museum, Biological Sciences, vol. 12, p. 93-123 (texte intégral).